# 旱捕翼龙属
旱捕翼龙属（学名：Xericeps）是翼龙目的一个属，生存于晚白垩世森诺曼阶。化石发现于摩洛哥东南的卡玛卡玛岩层。
属名Xericeps取自古希腊语ξερός——意为“干旱”，指发现该翼龙的撒哈拉沙漠——及拉丁语cep——源于capere一词，意为“捕捉”，指该生物镊子似的喙。

## 描述
旱捕翼龙是种无齿的中型翼龙。“中型”一词通常用于描述翼展3至8米的翼龙，而旱捕翼龙可能更接近该范围的最小值。
正模标本为部分下颌骨前段，可能在下颌枝分叉处的右前方断裂。下颌骨上曲，咬合面朝向侧面。下颌骨联合背侧表面有一对嵴，类似不死鸟翼龙及阿根廷翼龙。

## 分类
2021年一项针对风巨神翼龙的研究将其恢复为一种与阿根廷翼龙近缘的朝阳翼龙科。

## 发现与命名
正模标本FSAC-KK-10700由当地矿工在阿尔及利亚边境摩洛哥东南部拉希迪耶省哈西埃尔贝加村（Hassi el Begaa）附近一座名为阿费杜恩查夫特（Aferdou N'Chaft）的平顶山上发现，仅由该翼龙的破碎颌骨组成。标本于2017年1月被英国古生物学家大卫·马提尔（David M. Martill）在矿区上直接收购，故能确认其确切产地及地层。
据信旱捕翼龙生存于阿尔比阶至森诺曼阶前后的白垩纪中期（9.39至1.13亿年前）。
正模标本的种加词“curvirostris”取自拉丁语curvus（意为“弯曲的”）及rostrum（意为“吻部”），指标本上弯明显的喙部。